# Les Infiltrés (émission de télévision)
Pour les articles homonymes, voir Les Infiltrés (homonymie).
Les Infiltrés est une émission de télévision française animée par David Pujadas puis par Marie Drucker et diffusée sur France 2 de 2008 à 2013. Le principe de base de ce magazine d’investigation est de tourner en caméra cachée.

## Concept
Dans le cadre de l'émission, un documentaire retrace un sujet-phénomène qui passionne les Français, réalisé avec un ou une journaliste en caméra cachée. Après diffusion du documentaire, l'animateur prolonge le débat en plateau avec des invités et des spécialistes.
En septembre 2011, Marie Drucker succède à David Pujadas à la présentation du magazine.

## Émission polémique mais bonnes audiences
Magazine d'investigation bimensuel diffusé sur France 2 le mercredi en deuxième partie de soirée, Les Infiltrés est à l'origine de nombreuses polémiques, avec notamment son premier numéro qui traite de la maltraitance dans les maisons de retraites. Ce qui expliquerait les 2 millions de téléspectateurs présents devant leur poste de télévision vers 22 h 30, le mercredi soir lors de la diffusion de ce premier numéro. 
Certains journalistes (dont Jean-Michel Aphatie, alors éditorialiste à RTL) ont critiqué l'émission, l'assimilant à du vol d'images, et invoquant implicitement l'article de la Charte des devoirs des journalistes de 1918, qui stipule qu'« un journaliste digne de ce nom [...] s’interdit d’invoquer un titre ou une qualité imaginaires, d’user de moyens déloyaux pour obtenir une information ou surprendre la bonne foi de quiconque ». Pourtant, le journalisme d'investigation doit régulièrement recourir à de telles méthodes, et prendre cet article au pied de la lettre serait signer la fin de ce type d'enquêtes.
Lors de sa deuxième saison, l'émission suscite des réactions pour un de ses documents sur la pédophilie et les prédateurs sexuels sur Internet. Peu après le tournage en caméra caché du documentaire, les hommes rencontrés par l'émission sont signalés aux autorités,.
D'autres émissions, comme celles sur la presse people ou l'extrême-droite ont pu susciter des réactions. Ainsi, dans le cadre d'un reportage polémique de 2010 sur une école privée hors contrat affiliée à un groupuscule d'extrême droite catholique, « Dies Irae », des enfants sont filmés alors qu'ils tenaient des propos racistes, ce qui sous-entend, d'après le reportage, que ces propos leur ont été inculqués par le personnel de l'école. D'après l'avocat de l'école, c'est le journaliste « infiltré » qui a provoqué les enfants pour les inciter à tenir de tels propos, pour ensuite les filmer à leur insu, l'école portant plainte par la suite pour diffamation contre David Pujadas, le fondateur de l'agence Capa Hervé Chabalier, ainsi que deux autres journalistes, qui seront tous relaxés en octobre 2014.
À la suite de la première émission, le Syndicat national des journalistes (syndicat professionnel majoritaire) demande la suppression de l'émission, du fait du non-respect des règles déontologiques. Pour le SNJ, « il est possible de recueillir des informations par des moyens détournés, quand il n’y a aucune possibilité de faire autrement. Mais il ne doit s’agir que d’exceptions à l’exercice quotidien de la profession, exceptions encadrées et expliquées aux téléspectateurs ».

## Sujets traités

### Saison 1 (2008)
- La maltraitance dans les « maisons de retraite »[12].
- Le travail au noir : « Ma vie en noir »[13].
- Ma vie avec des faux-papiers : « Ma vie en faux »[14].
- La « presse people », un phénomène[15].
- « Mouvements sectaires » : ces gourous qui nous manipulent[16].
- « Les clandestins »[17].
- « Travail précaire : travailleurs à bas prix »[18].

### Saison 2 (2010)
- « Pédophilie » : les prédateurs du Net[19].
- « Discrimination : flagrants délits »[20].
- Les jeunes et la drogue[21].
- La jeunesse d'extrême droite : « À l’extrême droite du père »[22],[23].
- « Prostitution : les mafias du net »[24],[25]
- « Hôpitaux psychiatriques : les abandonnés »[26],[27].

### Saison 3 (2013)
- « Pôle emploi : mission impossible »[28].
- « Trafic d'animaux, les mafias internationales »[29].
- « Laboratoires pharmaceutiques : un lobby en pleine santé »[30].
- « Pompes funèbres, l'obscur marché de la mort ».

## Récompenses
En 2009, le club audiovisuel de Paris attribue le « Laurier Information TV » au magazine d’investigation, présenté alors par David Pujadas, dans le cadre des Lauriers de la radio et de la télévision 2009.